# Józef Barsabbas
Józef Barsabbas, zwany Justus, cs. Apostoł swiaszczennomuczenik Iosija, Iosif nazywajemyj Warsawoj i prozwannyj Iustom, jepiskop Jelewferopolskij – żyjąca w I wieku postać biblijna, zaliczana do grona siedemdziesięciu dwóch wysłańców Jezusa Chrystusa, być może krewny apostołów: Judy i Jakuba, biskup Eleutheropolis, męczennik chrześcijański, święty Kościoła katolickiego i prawosławny.
Postać wymieniana jest w jednym miejscu Nowego Testamentu przez św. Łukasza Ewangelistę w Dziejach Apostolskich (Dz 1, 23 BT) i dla wyróżnienia spośród innych opatrzona przydomkiem Barsabbas (co oznacza syn Sabby – Szeby). Należący do wyróżniających się w pierwszej wspólnocie chrześcijańskiej Józef Barsabbas, zwany też Justusem (łac. Iustus) kandydował na miejsce opuszczone przez Judasza razem z Maciejem. Papiasz, a za nim Euzebiusz z Cezarei zaliczyli go do uczniów Pańskich. Według tego ostatniego za sprawą cudu wyszedł cało z próby otrucia. Ado z Vienne i Usuard twierdzili, iż Józef Barsabbas padł ofiarą prześladowań jakie miały miejsce w Judei.
Wspomnienie w Kościele katolickim obchodzone jest zgodnie z Martyrologium Rzymskim 20 lipca, w synaksariach w Kościele prawosławnym wymieniany jest 30 czerwca/13 lipca, zaś w grupie apostołów 4/17 stycznia.